# Référendum australien de 1917

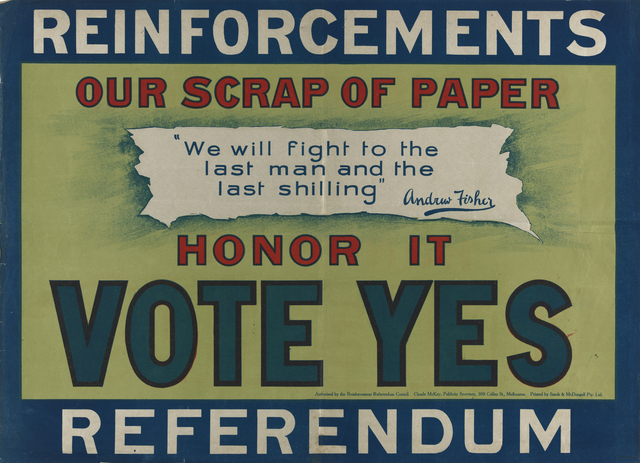
Affiche pour le référendum sur la conscription australienne (Yes vote), en 1917.

Le plébiscite ou référendum australien de 1917 eut lieu le 20 décembre 1917. Il ne comportait qu'une seule question. 

« Êtes-vous d'accord avec la proposition du gouvernement du Commonwealth de renforcer les forces armées du Commonwealth à l'étranger ? »

## Le plébiscite
Le gouvernement organisa ce référendum pendant la Première Guerre mondiale, car il désirait augmenter les troupes disponibles pour un service à l'étranger de 7 000 hommes par mois. Ce vote fut mené selon le « War Precautions (Military Service Referendum) Regulations 1917 ». Il faisait partie d'un débat plus large sur la conscription durant la guerre.

## Résultats
| État | Inscrits  | Votants    | Pour      | Pour    | Contre    | Contre  | Nuls   | Résultats |
| État | Inscrits  | Votants    |           | %       |           | %       | Nuls   | Résultats |
| Nouvelle-Galles du Sud                                                                                             | 1 055 883 | 853 894    | 341 256   | 41,16 % | 487 774   | 58,84 % | 24 864 | Non       |
| Victoria | 807 331   | 678 806    | 329 772   | 49,79 % | 332 490   | 50,21 % | 16 544 | Non       |
| Queensland | 378 378   | 310 164    | 132 771   | 44,02 % | 168 875   | 55,98 % | 8 518  | Non       |
| Australie-Méridionale                                                                                              | 261 661   | 197 970    | 86 663    | 44,90 % | 106 364   | 55,10 % | 4 943  | Non       |
| Australie-Occidentale                                                                                              | 162 347   | 135 593    | 84 116    | 64,39 % | 46 522    | 35,61 % | 4 955  | Oui       |
| Tasmanie | 106803    | 78 792     | 38 881    | 50,24 % | 38 502    | 49,76 % | 1 409  | Oui       |
| États et territoires de l'Australie                                                                                | 4 037     | 3 002      | 1 700     | 58,22 % | 1 220     | 41,78 % | 82     | Oui       |
| Total pour le Commonwealth                                                                                         | 2 776 440 | 2 258 221* | 1 015 159 | 46,21 % | 1 181 747 | 53,79 % | 61 315 | Non       |
| A obtenu la majorité dans trois États sur sept, mais un écart total de 166 588 voix en défaveur de la proposition. |           |            |           |         |           |         |        |           |
| Rejeté |           |            |           |         |           |         |        |           |

* Dont 199 677 voix des membres des forces impériales australiennes, où il y eut 103 789 pour, 93 910 contre, et 1 978 bulletins nuls.